# جورج سوان
جورج سوان (بالإنجليزية: George Swan)‏ (12 سبتمبر 1994 في المملكة المتحدة - ) هو لاعب كرة قدم بريطاني في مركز الدفاع. لعب مع مانشستر سيتي ونادي يورك سيتي ووولفرهامبتون واندررز.

## وصلات خارجية
- جورج سوان على موقع قاعدة بيانات كرة القدم.إي يو (الإنجليزية)
- جورج سوان على موقع Soccerbase.com (لاعب) (الإنجليزية)